# 徐永鴻
徐永鴻（1959年11月3日—）台灣苗栗人。台灣教育界人物，畢業於國立台灣師範大學，曾任苗栗縣立大湖國中校長、苗栗縣立獅潭國中校長、苗栗縣立苑裡高中校長，並帶領學校老師，二度榮獲教育部教學卓越金質獎。時任苗縣文教基金會董事長、苗栗縣教育處長、苗栗縣縣政顧問。亦為八極拳大師劉雲樵門下弟子，曾任中華民國八極拳協會第六屆理事長、苗栗縣體育會國術委員會主任委員。